# Stenochrus pecki
Espèce
Synonymes
- Schizomus pecki Rowland, 1973

Stenochrus pecki est une espèce de schizomides de la famille des Hubbardiidae.

## Distribution
Cette espèce est endémique du Tabasco au Mexique,. Elle se rencontre dans les grottes Grutas de Coconá à Teapa.

## Description
Le mâle holotype mesure 5,6 mm et la femelle paratype 6,4 mm.

## Étymologie
Cette espèce est nommée en l'honneur de Stewart B. Peck.

## Publication originale
- Rowland, 1973 : A new genus and several new species of Mexican schizomids (Schizomida:Arachnida). Occasional Papers Museum Texas Tech University, no 11, p. 1-23 (texte intégral).